# A Whiter Shade of Pale (album, Doro Pesch)
A Whiter Shade Of Pale je kompilační album od německé kapely Doro, dříve Warlock.

## Seznam skladeb
1. „So Alone Together“ - 05:40 - Angels Never Die (1993)
2. „A Whiter Shade Of Pale“ - 03:56 - Force Majeure (1989)
3. „Unholy Love“ - 04:42 - Doro (1990)
4. „Fall For Me Again“ - 04:11 - True at Heart (1991)
5. „Angels With Dirty Faces“ - 03:59 - Force Majeure (1989)
6. „Alive“ - 04:14 - Doro (1990)
7. „You Gonna Break My Heart“ - 03:42 - True at Heart (1991)
8. „With The Wave Of Your Hand“ - 04:51 - True at Heart (1991)
9. „Gettin' Nowhere Without You“ - 04:20 - True at Heart (1991)
10. „Even Angels Cry“ - 04:47 - True at Heart (1991)
11. „Save My Soul“ - 03:51 - Force Majeure (1989)
12. „I'll Be Holding On“ - 05:22 - Doro (1990)
13. „Hard Times“ - 03:33 - Force Majeure (1989)
14. „I Am What I Am“ - 02:36 - Force Majeure (1989)
15. „Don't Go“ - 05:28 - Angels Never Die (1993)
16. „Cry Wolf“ - 04:47 - Force Majeure (1989)
17. „River Of Tears“ - 03:54 - Force Majeure (1989)
18. „Mirage“ - 04:01 - Doro (1990)